# Maria Venuti

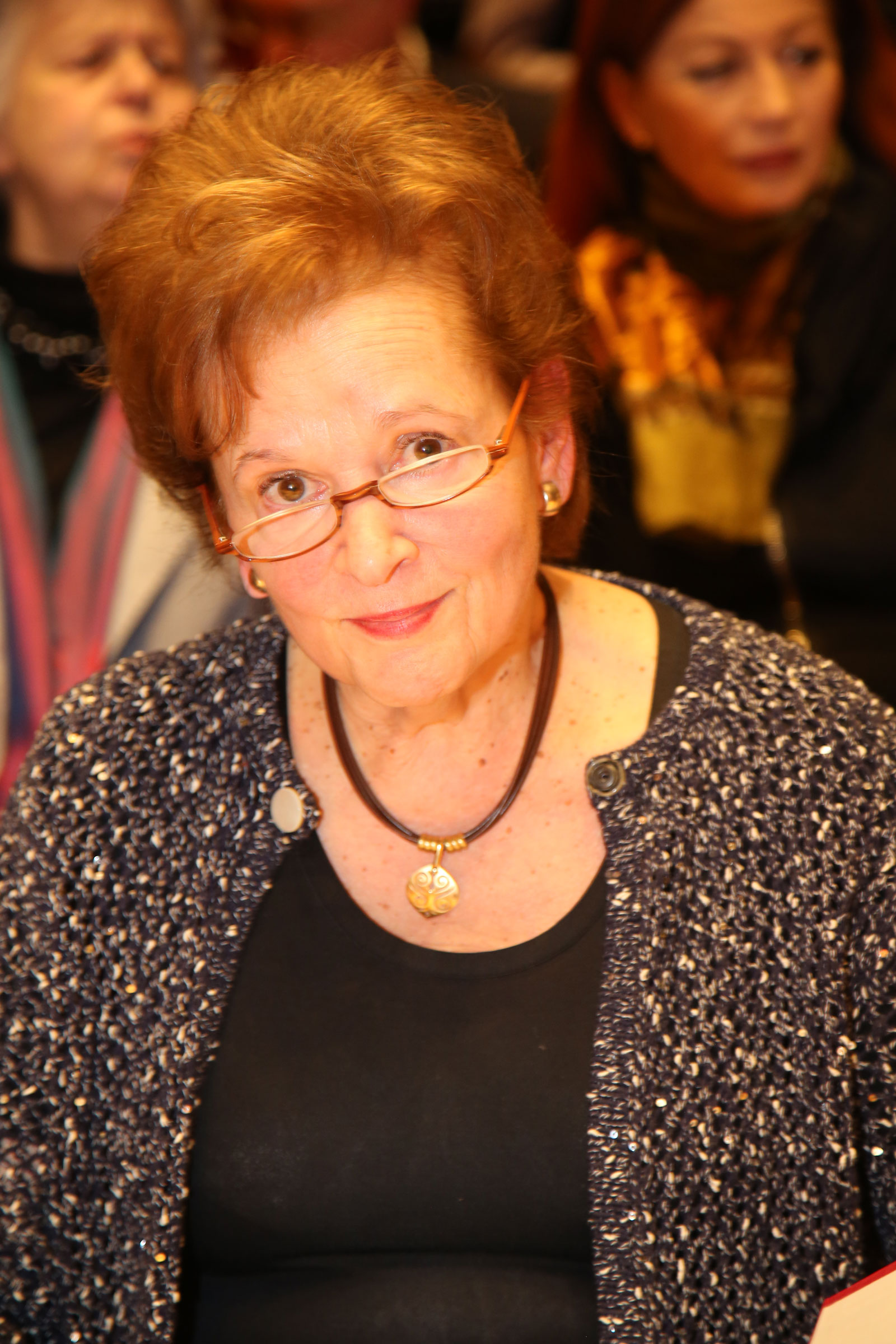
Maria Venuti beim Internationalen Hilde-Zadek-Gesangswettbewerb 2015

Maria Venuti (* 1953 in Rochester, New York) ist eine US-amerikanische Opern-, Lied- und Konzertsängerin (Sopran). Sie lebt in Deutschland.

## Leben
Venuti studierte Gesang an der renommierten New Yorker Eastman School of Music. Ein Stipendium ermöglichte ihr, ihr Studium u. a. bei Helmut Kretschmar an der Hochschule für Musik Detmold fortzusetzen. Ein Meisterkurs bei Christa Ludwig war das Sprungbrett für einen Elevenvertrag an der Staatsoper Wien. Dort sang sie unter Herbert von Karajan und Karl Böhm. Die enge Zusammenarbeit mit Hilde Zadek bestimmte die weitere Karriere der jungen Sängerin.
Maria Venuti sang auf den großen nationalen und internationalen Opernbühnen der Welt, beispielsweise in Wien, Hamburg, Stuttgart, Dresden, Buenos Aires, Rio de Janeiro sowie in Japan und den USA. Zu ihren großen Partien gehörten die Zerbinetta, Sophie, Zdenka, Konstanze, Pamina, Gilda etc.
Neben ihrer Operntätigkeit gab die Künstlerin Lied- und Konzertabende in aller Welt. Diesbezüglich arbeitete sie mit bedeutenden Dirigenten zusammen, u. a. mit Wolfgang Sawallisch, Aldo Ceccato, Peter Schneider, Nikolaus Harnoncourt, Václav Neumann, Sergiu Celibidache, John Eliot Gardiner oder Sir Georg Solti.
Venuti ist seit 1994 Professor für Gesang an der Hochschule für Musik Karlsruhe. Daneben gibt sie immer wieder Meisterkurse in Stuttgart, Kopenhagen, Tallinn oder in Rio de Janeiro.
1997 gründete sie die Hilde Zadek Stiftung zur Förderung hochbegabter Sängerinnen und Sänger. Sie ist Vorstandsvorsitzende der Stiftung. Seit 1999 veranstaltet die Stiftung den Internationalen Hilde-Zadek-Gesangswettbewerb, seit 2002 in Zusammenarbeit mit der Universität für Musik und darstellende Kunst Wien.

## Diskografie (Auswahl)
- Suor Osmina in Suor Angelica von Giacomo Puccini (Dir. Lamberto Gardelli) (Hungaroton 1982)
- Dorotea in Stiffelio von Giuseppe Verdi (u. a. mit José Carreras, Dir. Lamberto Gardelli) (Philips, in Zusammenarbeit mit dem ORF, 1980)
- Frederick Delius: A Village Romeo and Juliet (Dir. Charles Mackerras) (Decca 1989)
- Papagena in Die Zauberflöte von Wolfgang Amadeus Mozart (u. a. mit Margaret Price, Luciana Serra, Peter Schreier, Kurt Moll, Dir. Colin Davis) (Polygram 1991)
- Ines in Il trovatore von Verdi (u. a. mit Rajna Kabaiwanska, Fiorenza Cossotto, Piero Cappuccilli, Plácido Domingo, José van Dam, Dir. Herbert von Karajan) (BMG Ariola 1999)
- Franz Xaver Richter: Super flumina Babylonis, Psalm 137 (Dir. Erich Hübner) (Musikverlag von Pelikan 1978)
- Georg Friedrich Händel: Utrechter Te Deum und Jubilate (Dir. Hans Rudolf Zöbeley) (Fono-Schallplattengesellschaft, Vertrieb, 1980)
- Franz Schubert: Geistliches Chorwerk, vol. 3 (u. a. mit Brigitte Fassbaender, Helen Donath, Lucia Popp, Francisco Araiza, Dietrich Fischer-Dieskau, Dir. Wolfgang Sawallisch) (EMI 1983)
- Franz Schubert: Lazarus (D.689) (u. a. mit Helen Donath, Lucia Popp, Josef Protschka, Robert Tear, Dietrich Fischer-Dieskau, Dir. Wolfgang Sawallisch) (EMI 1983)
- Wolfgang Amadeus Mozart: Requiem d-Moll (KV 626) (Dir. Karl-Friedrich Beringer) (Bayer Records 1988)
- Felix Mendelssohn Bartholdy: Elias op. 70 (Dir. Klaus Knubben) (Musikproduktion Dabringhaus und Grimm 1992)
- Georg Friedrich Händel: Samson (Dir. Nikolaus Harnoncourt) (Warner 1992)
- Wilhelm Killmayer: Yolimba (Musikalische Posse) (Dir. Peter Schneider) (Orfeo 1992)
- Ludwig van Beethoven: Christus am Ölberge op. 85 (Dir. Helmuth Rilling) (Hänssler 1994)
- Maria Venuti singt Schubert, Schönberg, Schumann (Charles Spencer, Klav.) (Hänssler 1994)
- Gustav Mahler: Symphonie Nr. 8 (u. a. mit Júlia Várady, Paul Frey, Alan Titus, Dir. Gary Bertini) (EMI 1995)
- Elinor Remick Warren: Singing Earth, The Sleeping Beauty (u. a. mit Thomas Hampson, Dir. Bruce Ferden) (Combria 1995)
- Carl Orff: Carmina Burana (Dir. Günter Wand) (Profil, in Zusammenarbeit mit dem NDR, 2005)
- Johann Sebastian Bach: Messe in h-Moll (BWV 232) (u. a. mit Cornelia Kalisch, Christoph Prégardien, Dir. Erwin Ortner) (ASC 2011)